# Крошел (тауншип, Миннесота)
Крошел (англ. Kroschel) — тауншип в округе Канейбек, Миннесота, США. На 2000 год его население составляло 218 человек.

## География
По данным Бюро переписи населения США площадь тауншипа составляет 93,4 км², из которых 90,3 км² занимает суша, а 3,0 км² — вода (3,25 %).

## Демография
По данным переписи населения 2000 года здесь находились 218 человек, 96 домохозяйств и 64 семьи.  Плотность населения —  2,4 чел./км².  На территории тауншипа расположено 195 построек со средней плотностью 2,2 построек на один квадратный километр. Расовый состав населения: 97,25 % белых, 2,29 % коренных американцев и 0,46 % приходится на две или более других рас.
Из 96 домохозяйств в 21,9 % воспитывались дети до 18 лет, в 60,4 % проживали супружеские пары, в 2,1 % проживали незамужние женщины и в 33,3 % домохозяйств проживали несемейные люди. 30,2 % домохозяйств состояли из одного человека, при том 19,8 % из — одиноких пожилых людей старше 65 лет. Средний размер домохозяйства — 2,27, а семьи — 2,81 человека.
22,9 % населения — младше 18 лет, 4,1 % — в возрасте от 18 до 24 лет, 22,0 % — от 25 до 44, 29,8 % — от 45 до 64, и 21,1 % — старше 65 лет. Средний возраст — 47 лет. На каждые 100 женщин приходилось 96,4 мужчин.  На каждые 100 женщин старше 18 приходилось 102,4 мужчин.
Средний годовой доход домохозяйства составлял 33 611 долларов, а средний годовой доход семьи —  43 125 долларов. Средний доход мужчин —  30 694  доллара, в то время как у женщин — 23 750. Доход на душу населения составил 18 476 долларов. За чертой бедности находились 7,0 % семей и 15,7 % всего населения тауншипа, из которых 14,3 % младше 18 и 28,9 % старше 65 лет.